# 飛馬座51b
飞马座51b（或称柏勒洛丰）是一颗位于飞马座、距离地球约50光年的系外行星。它是被发现的第一颗围绕类似太阳的恒星（飞马座51）运转的系外行星，也是典型的热木星。

## 命名
飞马座51b是这颗行星的官方名称。和所有其他系外行星一样，“b”表示它是在其母星周围发现的第一颗行星，如果以后还将发现新的行星，那么将会以“c”、“d”、“e”等为之命名。所有的系外行星都以小写字母表示，以区别于联星系统中的各颗恒星（以大写字母表示）。
虽然未得到官方认可，但是“柏勒洛丰”通常也被用来称呼这颗行星。柏勒洛丰原为希腊英雄，他曾经驯服了珀伽索斯（即飞马）。该神话与其所在的星座飞马座有直接关系。作为一个非正式名称，“柏勒洛丰”经常被用来显示该行星与太阳系行星的相似之处。此外，只有两颗系外行星拥有非官方或非正式名称（即欧西里斯和玛土撒拉）。

## 发现
1995年10月6日，米歇爾·麥耶和迪迪埃·奎洛兹在《自然》杂志上发表文章， 宣称他们利用径向速度法，通过上普罗旺斯天文台的埃洛迪摄谱仪发现了这颗行星。
之后在1995年10月12日，来自旧金山州立大学的傑佛瑞·馬西和来自伯克利加州大学的保罗·巴特尔使用加州圣何塞附近的利克天文台的汉密尔顿摄谱仪证实了这一发现。
最初，米歇爾·麥耶和迪迪尔·奎洛兹是使用能够探测到大约70米/秒的恒星谱线的微弱、规律的速度变化的高敏分光镜发现该行星的。这种谱线变化是由该行星在700万公里的距离上对恒星的引力效应造成的。
飞马座51b的发现是天文学上的一座里程碑，它使科学家认识到在短周期轨道上亦可能存在巨行星。而当天文学家们认识到利用现有技术寻找地外行星的价值之后，更多的天文望远镜被用于搜寻系外行星，从而在太阳系周边区域发现了大量的系外行星。而兩位發現者亦因此研究獲得2019年度諾貝爾物理學獎。

## 物理特性
自该行星被发现之后，许多天文团队通过观测皆证实了该行星的存在，并获取了大量观测数据。科学家发现该行星的轨道周期为4地球日，其轨道与母星的距离比水星与太阳的距离近得多，它的轨道速度为136公里/秒。该行星的质量下限为木星质量的一半（约为地球质量的150倍）。在当时，一颗如此靠近其母星的巨行星的存在是与盛行的行星形成理论相矛盾的，因此被认为是一种异常现象。但是，在此之后，又发现了数量众多的“热木星”（如巨蟹座55和牧夫座T），迫使天文学家开始研究行星的轨道迁移现象并修改之前的行星形成理论。
如果该行星呈灰色，且不存在温室效应或潮汐热效应，同时球面反照率为0.1，那么其表面温度将会达到1265K（约1000摄氏度或1800华氏度）。该温度值介于科学家所预计的HD 189733 b和HD 209458 b的表面温度（1180-1392K）之间。

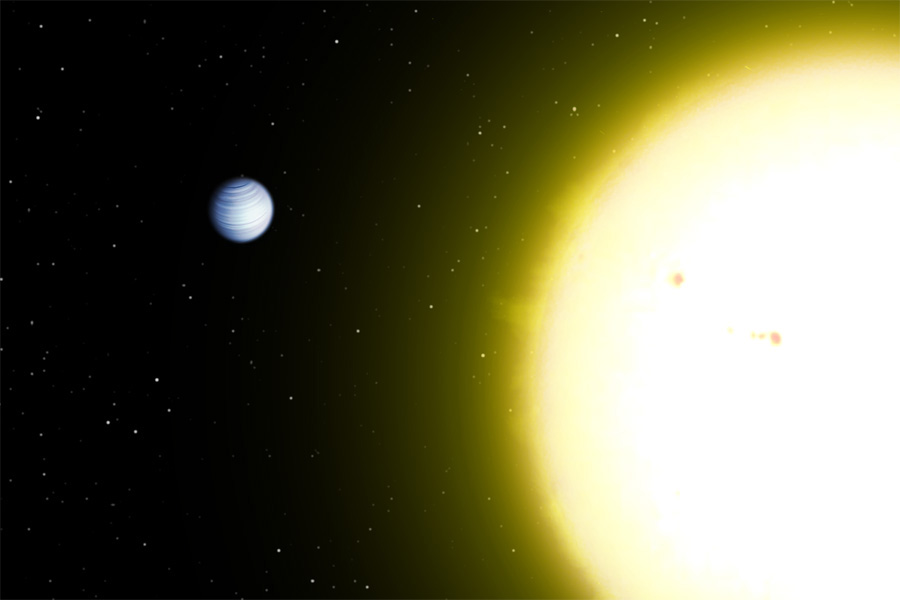
飞马座51b及其母星的艺术想象图

最初科学家认为飞马座51b为一颗类地行星，当时所制作的该行星的类地行星模型的灵感来自于哈尔·克莱门特的科幻小说《交换速率》。不过现在普遍认为该行星是一颗类木行星。它的质量大到足以吸引住一层较厚的大气层，而不至于被其母星的太阳风吹走。
尽管该行星的质量较木星小，但是其半径可能比木星还要大。因为该行星的大气被极度加热，从而向外膨胀，最后大气层密度虽然极低，但是其厚度十分可观。而在大气层之下，构成行星的气体物质也被加热至很高温度，使得星体通红。在其大气层中，可能存在着云和硅酸盐物质。
飞马座51b处于潮汐锁定状态，它永远以同一面朝向其母星。
该行星以及仙女座υ星b均有希望被拍摄得直接成像照片。同时它也是VLTI光谱成像仪进行近红外探测的预定对象之一。